# Dichaetaria
Dichaetaria is een geslacht uit de grassenfamilie (Poaceae). De soorten van dit geslacht komen voor in Azië.

## Soorten
Van het geslacht zijn de volgende soorten bekend: 
- Dichaetaria wightii